# 천재가구
《천재가구》(千載佳句)는 일본 헤이안 시대 중기의 오에노 고레토키(大江維時)가 편찬한 한시 구절 모음집이다. 963년 이전에 성립되었으며 상하 2권으로 이루어져 있다.
상권을 사시(四時) ・ 시절(時節) ・ 천상(天象) ・ 지리(地理) ・ 인사(人事)，하권을 궁성(宮省) ・ 거처(居処) ・ 초목(草木) ・ 금수(禽獣) ・ 연희(宴喜) ・ 유목(遊放) ・ 별리(別離) ・ 은일(隠逸) ・ 석씨(釈氏) ・ 선도(仙道) 등 15부로 나누어 각 부를 세세하게 나누고 당대 시인들의 시 작품을 중심으로 신라인, 고려인의 한시도 추려 7언 2구의 뛰어난 싯구를 엄선하여 나열하였다. 상권에는 547수, 하권에는 536수를 실었다. 당대 시인들의 시 가운데는 백거이(白居易)，원진의 시 작품이 절반 이상을 차지하고 있어 당대 일본인들의 기호를 알 수 있다.
후대 《화한낭영집》(和漢朗詠集)이나 《신찬낭영집》(新撰朗詠集)의 성립에 많은 영향을 주었다.